# Saint-Julien-sur-Sarthe
 Saint-Julien-sur-Sarthe  es una población y comuna francesa, situada en la región de Baja Normandía, departamento de Orne, en el distrito de Mortagne-au-Perche y cantón de Pervenchères.

## Demografía
| 732 | 687 | 678 | 584 | 581 | 603 |
| Para los censos de 1962 a 1999 la población legal corresponde a la población sin duplicidades (Fuente: INSEE [Consultar]) |     |     |     |     |     |